# Ağsu (Rayon)
Ağsu (auch Aqsu) ist ein Rayon in Aserbaidschan. Hauptstadt ist die Stadt Ağsu. Der Name bedeutet „Weißes Wasser“.

## Geografie
Der Rayon hat eine Fläche von 1020 km². Die Landschaft im Norden gehört im zur südlichen Flanke des großen Kaukasus, dort liegen die Berge Niaylgad, Gingar und Lenkebiz sowie der Ağsu-Pass. Im Süden schließt sich die Steppe von Schirwan an. Große Flüsse des Bezirks sind der Ağsu und der Ayramchay.

## Bevölkerung
Der Rayon zählt 81.600 Einwohner (Stand: 2021). 2009 betrug die Einwohnerzahl 70.000.

## Wirtschaft
Die Region ist landwirtschaftlich geprägt. Es werden Baumwolle, Getreide und Wein angebaut sowie Vieh gezüchtet. Es gibt eine Lebensmittel verarbeitende Industrie, z. B. Molkereien und Keltereien sowie Schlangenzuchtbetriebe. Außerdem wird in der Region Seide verarbeitet, da auch die Seidenstraße durch den Rayon führt.

## Sehenswürdigkeiten
In der Region liegt der alte und bekannte Turm Giz-galasi. Außerdem finden sich nahe dem Dorf Bazavand die Ruinen der Stadt Neu-Shemakha aus dem 18. Jahrhundert. Südwestlich der Hauptstadt ist das Grab von Ag Gumbaz zu finden.